# مخصوص (لاست)
مخصوص نام چهاردهمین قسمت مجموعه تلویزیونی لاست است.

## نام
دلیل نامگذاری این قسمت کنایه از خاص (مخصوص) بودن مایکل داوسون است.

## داستان
در این قسمت فرزند مایکل والت برای ساعاتی ناپدید می‌شود و مایکل نگران می‌شود و خاطراتش را به یاد می‌آورد که چقدر نسبت به فرزندش غفلت کرده‌است و از او دور بوده‌است، زمانی که او از همسرش سوزان جدا می‌شود و فرزندش به مادرش واگذار می‌شود و پس از مرگ سوزان او سرپرستی والت را به عهده می‌گیرد.